# Сопор
Со́пор (от лат. sopor — оцепенение, вялость, сон, беспамятство; прекома, сопоро́зное состояние, патологический сон, status soporosus) — средняя степень угнетения сознания, характеризующаяся глубоким выключением последнего. Характерны утрата произвольной и сохранность рефлекторной деятельности. В иностранной (англоязычной) медицинской литературе в этом качестве выступает термин «ступор» (англ. stupor), в то время как сопор обозначает необычно глубокий сон.
В состоянии сопора больной не реагирует на окружающую обстановку, не выполняет никаких заданий, не отвечает на вопросы. Из сопорозного состояния больного удается вывести с большим трудом, применяя болевые воздействия (щипки, уколы и др.), при этом у больного появляются мимические движения, отражающие страдание, возможны и другие двигательные реакции как ответ на болевое раздражение. При обследовании может обнаруживаться мышечная гипотония, угнетение глубоких рефлексов, реакция зрачков на свет может быть вялой, но роговичные рефлексы сохранены. Глотание не нарушено. При углублении этого прекоматозного состояния сознание полностью утрачивается, развивается кома.

## Этиология
Сопор может быть вызван различными причинами, которые можно условно разделить на две категории:
1) Структурные поражения головного мозга, к которым относятся: Травма головного мозга, инфаркт головного мозга и внутричерепное кровоизлияние, опухоли головного мозга и его оболочек, внутричерепные инфекции (абсцесс головного мозга), острая гидроцефалия.
Структурные нарушения приводят к гибели клеток головного мозга. Наиболее чувствительным отделом головного в отношении нарушения сознания является покрышка моста головного мозга и средний мозг, потому что в этих отделах находится активирующая ретикулярная формация.
2) Диффузные (метаболические и токсические) нарушения:
- отравление лекарственными препаратами или токсинами[7]
- Метаболические нарушения (гипогликемия, гипергликемия, почечная и печеночная недостаточность, гипотиреоз, дефицит тиамина с развитием энцефалопатии Вернике и другие)[9][10][11]
- Тяжелые нарушения электролитного баланса (изменения содержания натрия, кальция, калия в сыворотке крови. Наиболее распространенной причиной нарушения сознания, среди электролитных нарушений является гипонатриемия)[12][13]
- Гипотермия или гипертермия
- Инфекции центральной нервной системы (менингит, энцефалит)
- Гипоксия — недостаток кислорода в тканях мозга из-за легочной или сердечно-сосудистой патологии
- Тяжелая интоксикация организма при сепсисе также может приводить к угнетению сознания.[1][14]
- Отдельно можно выделить нарушение сознания в рамках психиатрических заболеваний (кататонический ступор).[8][15] А также длительную депривацию (отсутствие) сна и эпилептические припадки.[9]

Эти факторы могут приводить к диффузному поражению головного мозга или нарушению его функций, что и вызывает развитие сопора. Как и при коматозных состояниях сопор, вызванный метаболическими нарушениями, имеет более благоприятный прогноз, чем при структурных повреждениях.

## Оценка уровня сознания

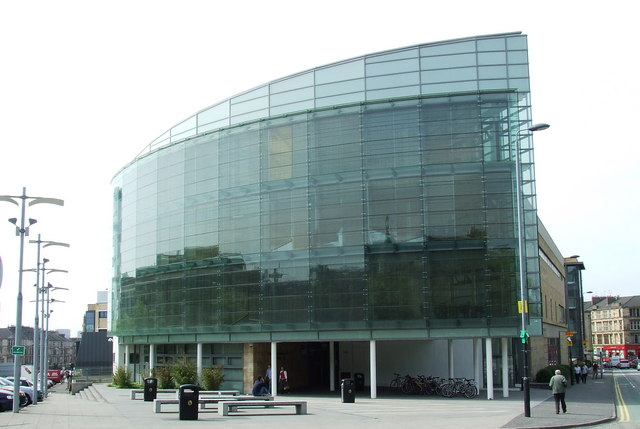
Медицинский факультет Университет Глазго, Шотландия

Для объективной оценки степени угнетения сознания используются различные шкалы.
1. Шкала комы Глазго (Glasgow Coma Scale, GCS):
Оценивает три параметра: открывание глаз, речевой и двигательный ответы. Суммарный балл варьируется от 3 до 15:
15 баллов — ясное сознание.
14-13 баллов — умеренное оглушение.
12-10 баллов — глубокое оглушение.
9-8 баллов — сопор.
7-6 баллов — умеренная кома.
5-4 балла — глубокая кома.
3 балла — терминальная кома.
2. Шкала FOUR (Full Outline of UnResponsiveness):
Включает четыре компонента: глазные реакции, двигательные реакции, стволовые рефлексы и дыхательный паттерн. Позволяет более детально оценить состояние пациентов, особенно при наличии афазии или при проведении искусственной вентиляции легких.

## Диагностические мероприятия

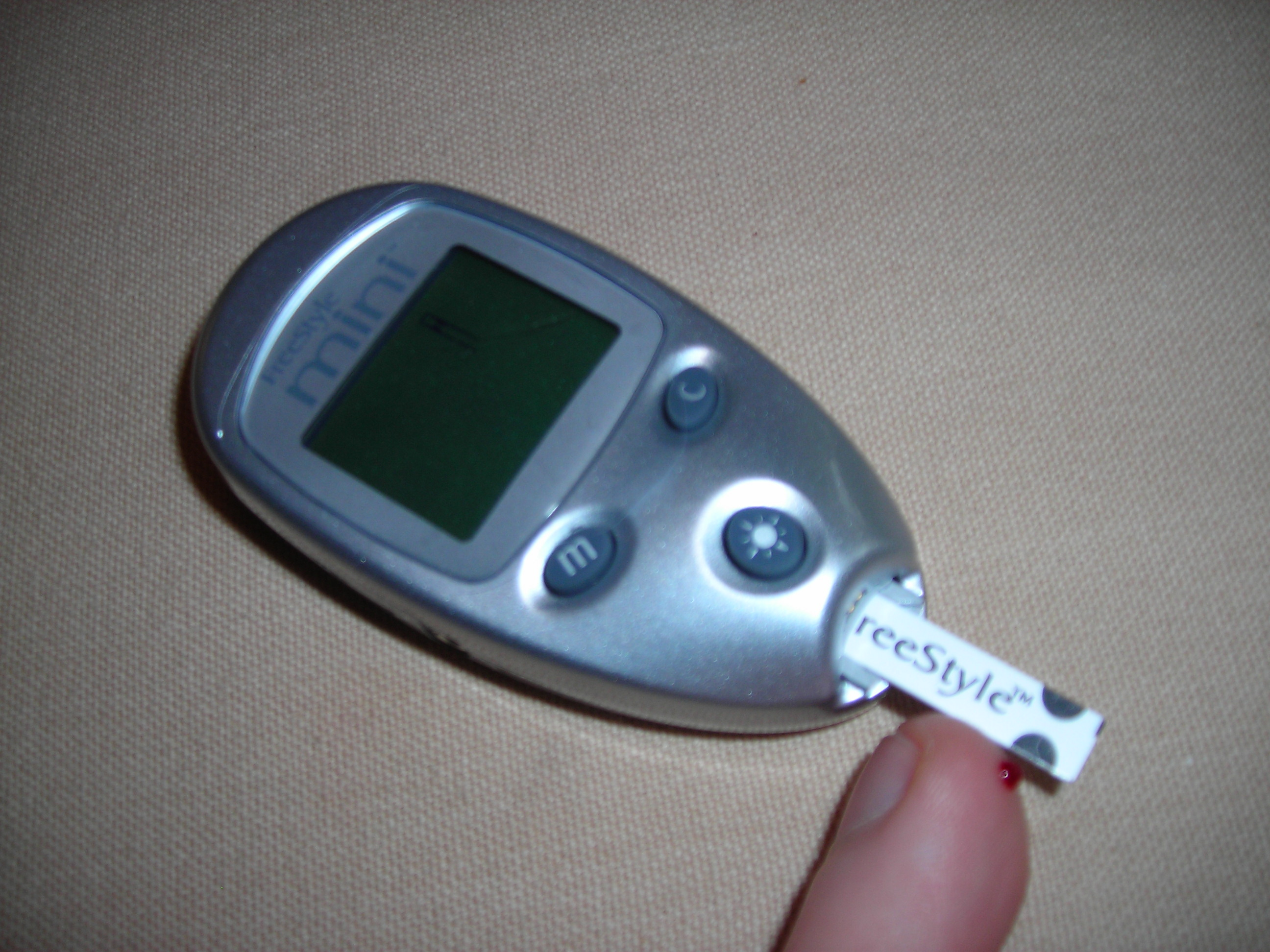
Исследование уровня глюкозы с помощью глюкометра

Для оценки состояния и выяснения причин, вызвавших угнетение сознания проводят ряд диагностических мероприятий. К основным методам диагностики можно отнести следующие:
- Сбор анамнеза и осмотр, включающий общий осмотр и оценку неврологического статуса.
- Лабораторные исследования (общий анализ крови, биохимический анализ крови, газовый состав крови).
- Регистрация и мониторинг электрокардиограммы (с целью исключения патологии сердца как возможной причины снижения кровоснабжения головного мозга. А также выявления нарушений ритма, при которых могут образовываться тромбы в полостях сердца с последующей эмболией в сосуды мозга и развитием ишемического инсульта)
- Визуализирующие методы (КТ или МРТ головного мозга) для выявления структурных изменений.[8]
- Люмбальная пункция и исследование церебро-спинальной жидкости у пациентов с подозрением на инфекцию центральной нервной системы
- Электроэнцефалограмма, если есть подозрение на эпилептический припадок или бессудорожный эпилептический статус[20][21][22]

В зависимости от предполагаемой причины сопора могут проводится дополнительные исследования. Например: посев крови при подозрении на сепсис, исследование на токсины, уровень гормонов и другие.

## Терапия
Лечение сопора направлено на устранение его причины и поддержание жизненно важных функций:
Поддержание жизненных функций:
- Обеспечение проходимости дыхательных путей и адекватной оксигенации.
- Мониторинг и поддержание стабильной гемодинамики.
- Профилактика осложнений

Этиотропная терапия:
- При гипогликемии — введение глюкозы.[7]
- При подозрении на передозировку опиоидов — введение налоксона.[7]
- Введение тиамина у пациентов с подозрением на энцефалопатию Гайе-Вернике[11]
- Лечение инфекций — антибактериальная или противовирусная терапия.[6]
- Коррекция электролитных нарушений и другие мероприятия, в зависимости от причины, лежащей в основе развития сопорозного состояния.[6][8]